# بين شارب
بين شارب (بالإنجليزية: Ben Sharpe) هو لاعب هوكي الحقل بريطاني، ولد في 31 يوليو 1973.

## وصلات خارجية
- بين شارب على موقع اللجنة الأولمبية الدولية (الإنجليزية)
- بين شارب على موقع أوليمبيديا (الإنجليزية)